# فرهاد (زاهد)
فرهاد یک زاهد مسیحی در سده چهارم بود که در زمان امپراتوری والنس (ح. ۳۶۵–۳۷۸) و احتمالاً تئودئوس (ح. ۳۷۸–۳۹۵) در میان‌رودان و سوریه می‌زیست. به گزارش تئودورت فرهاد در کودکی به ملاقات زاهدی در انطاکیه برده شد و توسط او برکت یافت.
فرهاد یک ایرانی بود، اما پس از گرویدن به مسیحیت تصمیم گرفت که راهی ادسا شود. او در آنجا به یک زاهد تبدیل شد و پس از چندسال به یک خانقاه در حومه انطاکیه نقل مکان کرد که در آنجا پیروان بسیاری یافت.